# Stichting Lodewijk de Raet
De Stichting Lodewijk de Raet is een Vlaamse pluralistische vormingsinstelling van openbaar nut met als doel het versterken van de mondigheid en de participatie van de burger. De stichting wordt erkend en betoelaagd door de Vlaamse overheid. De stichting is geograniseerd in drie 'clusters' of activiteitskernen:
- Kwadraet zorgt voor sociaal leren en versterkt mensen en groepen in hun rol in de samenleving (vrijwilligers coachen, oplossingsgericht werken, democratisch leidinggeven, ...).
- Schakel begeleidt cocreatief samenwerken van wijken en buurten met lokale instellingen en het gemeentebestuur, tussen zorgvoorzieningen en de omgeving, tussen kinderen, jongeren en de stad, ...
- Actief na Pensioen stimuleert en begeleidt mensen die met pensioen zullen gaan naar een nieuwe levensfase waarin actief engagement centraal staat.

## Geschiedenis
In 1952 werd de stichting werd opgericht. De naam van de organisatie verwijst naar de idealen van Lodewijk de Raet (1870-1914). Deze beklemtoonde het belang van de democratisering van het onderwijs tot en met de universiteit en van de volksontwikkeling. De stichting ijvert voor een samenleving waar iedereen er als individu toe doet, zin heeft voor het sociale en oog heeft voor het politieke en economische. Daarbij werden in het vormingswerk persoonlijke ontwikkeling en maatschappelijke verantwoording steeds aan elkaar gekoppeld.

### Voorzitters
- 1952-1968: Maurits Vanhaegendoren, oprichter en eerste voorzitter
- 1968-1997: Renaat Roels
- 1998-2007: Karel van Goethem
- 2008-heden: Herman Lauwers